# كلثوم السراي
كلثوم السراي (25 سبتمبر 1962 - 19 يناير 2010) ، وتُعرف أيضًا باسم كاثي ساراي كانت كاتبة ومذيعة تلفزيونية فرنسية من أصول تونسيّة. كانت كلثوم معروفة للعديد من مشاهدي التلفزيون الفرنسي والبلجيكي لدورها في النسخة الفرنسية من برنامج سوبر ناني (بالفرنسية: Super Nanny)‏ الذي بدأ بثّهُ على إم 6 في الأول من شباط/فبراير 2005.

## الحياة المُبكّرة والتعليم
وُلدت كلثوم السراي في مدينة تونس العاصمة بتونس في الخامس والعشرين من أيلول/سبتمبر 1962 ضمن عائلة مكوّنة من أب وأم وسبعة أطفال. انتقلت السراي إلى فرنسا عام 1979، حيث درست علم النفس التنمَوي قبل أن تقتحم عالم التلفزيون من خلالها عملها كمقدمة برامج تلفزيونية. ألَّفت كلثوم السراي خلال مسيرتها المهنيّة كمقدمة برامج ثلاثة كتب من بينها كتاب تناولتْ فيهِ سيرتها الذاتيّة.

## المسيرة المهنيّة
بدأت كلثوم السراي في الظهور في النسخة الفرنسية من برنامج سوبر ناني (بالفرنسية: Super Nanny)‏ في عام 2005. استقطب العرض الذي علّمت فيه الوالدين أساسيات تقنيات رعاية الأطفال وتربيتهم 3.7 مليون مشاهد في بلجيكا وفرنسا، مما جعلها شخصية مألوفة على قناة إم6.

## الوفاة
تُوفيّت كلثوم السراي في العاصمة الفرنسيّة باريس يوم الثلاثاء الموافق للتاسع عشر من كانون الثاني/يناير 2010 بمرض السرطان عن عمرٍ ناهزَ الـ 47 عامًا، ودُفنت في مسقط رأسها تونس. 